# سید ابوالقاسم خویی
سید ابوالقاسم موسوی خویی (زادهٔ ۲۸ آبان ۱۲۷۸ در خوی – درگذشتهٔ ۱۷ مرداد ۱۳۷۱ در کوفه) فقیه، اصولی، مفسر قرآن، متکلم، محقق علم رجال و مرجع تقلید شیعهٔ امامیه بود. او از تأثیرگذارترین و پُرمقلدترین مراجع تقلید شیعه به‌شمار می‌رفت. او استاد اکثر مراجع تقلید شیعی کنونی به‌شمار می‌رود، به‌گونه‌ای که بین فقها و مراجع تقلید شیعه از او با عنوان استادُ الفقها و المجتهدین — زعیم حوزوات العلمیه یاد می‌شود. برخی از شاگردانش او را فقیه اعلم عصر غیبت تا کنون در مذهب تشیع می‌دانند. از جمله آثار و تألیفات مهم او می‌توان به البیان فی تفسیر القرآن در زمینهٔ تفسیر و مُعجم رجال الحدیث در زمینهٔ رجال اشاره کرد.
پس از مرگ سید محسن حکیم در سال ۱۳۴۹ خورشیدی او مرجعیت بیشتر شیعیان جهان را دارا شد و با پول خمسی که به وی پرداخت می‌شد، حوزه‌های علمیهٔ فراوانی تأسیس کرد و کمک‌های بشردوستانهٔ بسیاری را به مردم خاورمیانه و جنوب آسیا فرستاد. در جنگ ایران و عراق بی‌طرف ماند و به کمک مردم غیرنظامی هر دو طرف پرداخت.
او فعالانه به آزادی سید روح‌الله خمینی از زندان پس از حمله به مدرسهٔ فیضیه کمک کرد. مخالف روابط صمیمانهٔ روحانیون با دولت بود و روابط دیپلماتیکی با حکومت پهلوی داشت تا بتواند آن‌ها را موعظه کند. اگرچه در ابتدا با تعطیل کردن درس‌های خود در نجف، همبستگی خود را با انقلاب ۵۷ ایران نشان داد، پذیرفتن دیدار با فرح پهلوی روابط او را با انقلابیون تیره کرد. خویی با انتقاد شدید هواداران خمینی روبرو بود، از این جهت که او برداشت خمینی از ولایت فقیه را رد می‌کرد. او ولایت فقیه را محدود به ولایت بر یتیم، مسکین، و سفیهان می‌دانست نه اینکه در قانون اساسی بیاید و فرد یا افراد معممی حکومت کنند . خویی در تلگرافی به خمینی، با خطاب قرار دادن او با عنوان «حجت‌الاسلام»، تعبیر او را از ولایت فقیه به چالش کشید. پس از این روابط آن دو به سردی گرائید ولی به دشمنی آشکار تبدیل نشد.

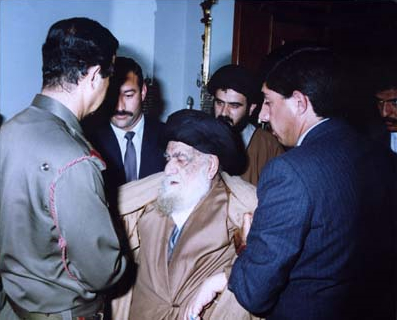
دیدار اجباری آیت‌الله خویی با صدام حسین پس از شکست انتفاضه شعبانیه در سال ۱۹۹۱ میلادی.

روابط خویی با دولت وقت عراق نیز تیره بود و در اوایل دههٔ ۸۰ میلادی، اموال او مصادره و چندی از شاگردانش دستگیر، شکنجه، و کشته شدند. در جریان حملهٔ عراق به کویت، او شیعیان را از خریداری کالاهایی که از کویت آورده شده بودند منع کرد. خویی همچنین در پاسخ به یک سؤال فقهی فتوا داد که نماز خواندن سربازان عراقی در خاک کویت باطل است چون زمین غصبی است؛ در خیزش شعبانیهٔ شیعیان، او حمایت خود را از مجلس اعلای اسلامی عراق اعلام کرد که در قبال آن صدام حسین وی را تا آخر عمرش در حبس خانگی نگه داشت.
علی‌رغم فعالیت‌های سیاسی، خویی بیشتر با تحقیقات مذهبی‌اش و شاگردانی که تربیت کرد شناخته می‌شود. اولین بار در جشنوارهٔ حقیقت فیلم مستند-پرتره آیت الله ساخته سید مصطفی موسوی‌تبار اکران شد.

## تحصیل
ابوالقاسم خویی در نیمهٔ رجب ۱۳۱۷ در خوی زاده شد و علوم مقدماتی را تا ۱۳ سالگی در زادگاهش آموخت. در سال ۱۳۳۰ به نجف رفت و در درس خارج اصول فتح‌الله شریعت اصفهانی، مهدی مازندرانی، آقا ضیاءالدین عراقی، محمدحسین غروی اصفهانی، محمدحسین نائینی حضور یافت. کلام، تفسیر و فن مناظره را از محمدجواد بلاغی نجفی فراگرفت. او به خاطر علاقه‌اش به یادگیری حکمت و فلسفه در درس سید حسین بادکوبه‌ای حاضر شد.

خوئی ریاضیات، حساب استدلالی، هندسه فضایی، مسطحه و جبر را نزد سید ابوالقاسم خوانساری (ریاضی) از نوادگان میرکبیر آموخت.

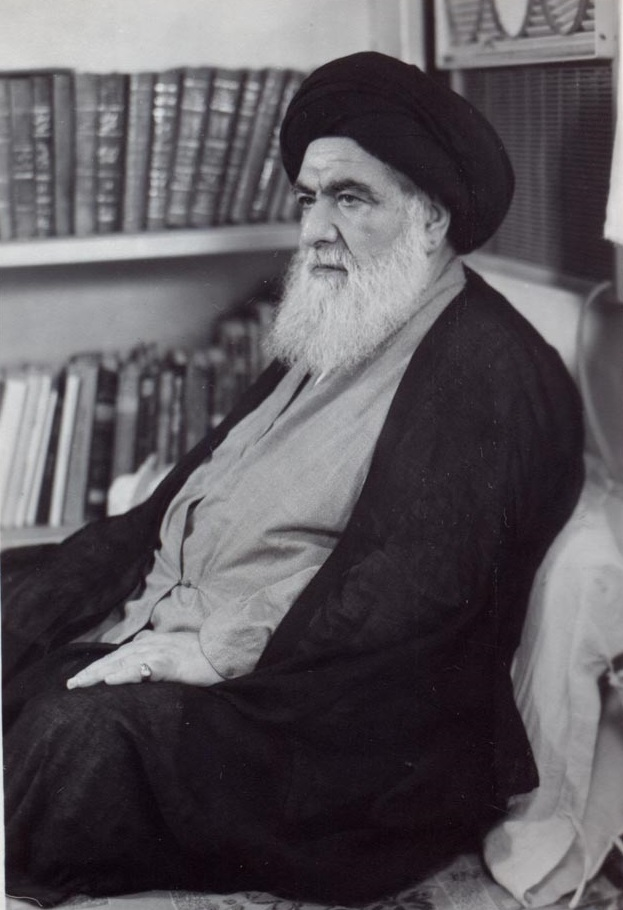
سید ابوالقاسم موسوی خویی

## آثار
- نفحات الاعجاز[۵]
- البیان فی تفسیر القرآن:این کتاب شامل مقدمهٔ کم‌نظیری در علوم قرآنی و قسمتی از سوره حمد است. مؤلف قصد تفسیر کل قرآن کریم را داشته که به آن توفیق نیافته‌است.
- معجم رجال الحدیث: این کتاب یکی از کم‌نظیرترین کتاب‌های رجالی شیعه دربردارندهٔ شرح حال ۱۵۷۰۶ نفر از راویان حدیث است. این کتاب برای پنجاهمین بار در سال ۱۴۱۳ هجری قمری در (۲۴جلد) منتشر شده‌است.
- المسائل الشرعیة
- اجود التقریرات:[۶] این کتاب تقریرات درس اصول میرزای نایینی است که آیت‌الله خویی آن را در ۳۱ سالگی نوشته و در چهار جلد به چاپ رسیده‌است.
- تکملة منهاج الصالحین
- مبانی تکملة منهاج الصالحین: از کتب مشهور فقه جزایی (در باب‌های قضا، شهادت، حدود، تعزیرات، قصاص و دیات) است.
- رساله در خلافت
- قصیده در مدح امیرالمؤمنین (ع)[۷]
- رساله در لباس مشکوک
- المسائل المنتخبة
- تعلیقه بر عروة الوثقی
- تعلیقه بر المسائل الفقهیة
- تهذیب و تتمیم منهاج الصالحین
- المسائل و الردود
- مستحدثات المسائل
- توضیح المسائل
- منتخب توضیح المسائل
- منتخب الرسائل
- تلخیص المنتخب
- تعلیقه المنهج الاحکام الحج
- مناسک حج
- منیة المسائل
- ازالة المحادة عن ملک المنافع المتضادة[۸]
- اضائة القلوب بتحقیق المغرب و الغروب
- انارة العقول فی انتصاف المهر بموت احد الزوجین قبل الدخول
- فقه القرآن علی المذاهب الخمس
- قاعدة التجاوز
- فهرست جامع الشتات میرزای قمی
- تقریرات درس فقه میرزای نائینی
- تقریرات درس فقه محقق اصفهانی
- حاشیه بر وسیلة النجاة
- حاشیه بر مکاسب شیخ انصاری
- تعارض الاستصحابین
- تقریرات درس اصول محقق اصفهانی[۹] (تقریرات فقه و اصول)
- مصباح الفقاهه (تقریرات فقه میرزا محمد علی توحیدی)
- مبانی منهاج الصالحین (شرح منهاج الصالحین به قلم سید تقی طباطبایی قمی)
- المستند فی شرح العروة الوثقی (تقریرات فقه شیخ مرتضی بروجردی)
- المعتمد فی شرح العروة الوثقی (تقریرات فقه محمدرضا خلخالی)
- التنقیح فی شرح العروة الوثقی (تقریرات فقه میرزا علی غروی)
- مبانی فی شرح العروة الوثقی (تقریرات فقه سید محمدتقی خویی)
- الواضح فی شرح العروة الوثقی (تقریرات فقه محمد جواهری)
- التنقیح علی شرح المکاسب (تقریرات فقه میرزا علی غروی)
- فقه الشیعه (تقریرات فقه محمد مهدی خلخالی)
- الشروط أو التزامات التبعیةِ فی العقود (تقریرات فقه محمد تقی خویی)
- محاضرات فی الأصول (تقریرات اصول محمد اسحاق فیاض)
- مصباح الأصول (تقریرات اصول محمد الواعظ البهسودی)
- هدایة فی الأصول (تقریرات اصول سید حسن صافی)
- غایة المأمول (تقریرات اصول محمد تقی جواهری)
- مصابیح الأصول (تقریرات اصول سید علاء الدین بحرالعلوم)
- جواهر الأصول (تقریرات متفرقات اصول فخرالدین زنجانی)
- أصول الفقهِ الشیعة (تقریرات اصول سید محمد مهدی خلخالی)[۱۰]
- درس خارج اصول فقه (تقریرات اصول ابوالقاسم گرجی)

## فعالیت‌ها
احداث کتابخانه، مدرسه، مسجد، حسینیه، خوابگاه، درمانگاه، بیمارستان، مؤسسه خیریه و دارالایتام، از خدمات او بود.
|    | کشور                | موسسات |
| -- | ------------------- | --- |
| ۱  | ایران               | - مؤسسهٔ خیریهٔ حضرت آیت‌الله العظمی خویی، خوی - بیمارستان خیریهٔ حضرت آیت‌الله العظمی خویی، خوی - درمانگاه خیریهٔ امام موسی بن جعفر وابسته به مؤسسهٔ خیریهٔ حضرت آیت‌الله العظمی خویی، خوی - سرای سالمندان حضرت آیت‌الله العظمی خویی، خوی - مدینة العلم، قم - کتابخانهٔ آیت‌الله خویی، قم - مدرسه و کتابخانهٔ آیت‌الله خویی، مشهد - دارالعلم، اصفهان - مجتمع امام زمان، اصفهان |
| ۲  | ایالات متحدهٔ آمریکا | - مرکز الامام الخوئی الاسلامی، نیویورک - مسجد و مرکز اسلامی، لوس آنجلس - مسجد و مرکز اسلامی، دیترویت |
| ۳  | انگلستان            | - مرکز الامام الخویی، لندن - مرکز الامام الخوئی، سوانزی - مؤسسهٔ امام الخویی، بریطانیا |
| ۴  | فرانسه              | مرکز اسلامی |
| ۵  | هند                 | المجمع الثقافی الخیری، بمبئی |
| ۶  | پاکستان             | - مکتبه الثقافة و النشر «انتشاراتی»، کراچی - جامعة الکوثر للدراسات الدینیة والعلوم الإنسانیة - اسلام‌آباد |
| ۷  | لبنان               | مبرة الامام الخوئی، بیروت |
| ۸  | مالزی               | مکتبة الثقافه و النشر، کوالالامپور |
| ۹  | عراق                | - مکتبة الامام الخوئی، نجف - مدرسه دارالعلم، نجف |
| ۱۰ | تایلند              | - مؤسسة دارالعلم، بانکوک - مدرسه دینی، بانکوک - مرکز دارالزهرا، یتانولغ |
| ۱۱ | کانادا              | موسسه امام الخویی، مونترال |
| ۱۲ | بنگلادش             | مدرسه دینی، داکا |

## مناظره‌ها
او علاوه بر تدریس علوم اسلامی، در فن مناظره با مخالفان و دانشمندان سایر ادیان نیز خبره بود. در مناظره، شیوه سقراط را در پیش می‌گرفت و ابتدا، تظاهر به قبول گفتار طرف مقابل می‌کرد، آن‌گاه مانند یک شاگرد که در مقام دانش‌طلبی و استفاده از استاد دانشمند خود است، اشکالات و مطالبی را به عنوان سؤالات علمی، با مهارت خاصی پیش می‌کشید و موجب می‌شد که طرفِ مناظره حقایقی را به زبان آورد که ناخواسته، گفتار قبلی‌اش را نقض کند. بدین گونه او را در تناقض‌گویی و بن‌بست قرار می‌داد و راه فراری برای وی باقی نمی‌گذارد، جز این که ناگزیر به جهل و اشتباه خود اعتراف کند.

## برخی نظرات
- او نظریهٔ ولایت فقیه متعلق به سید روح‌الله خمینی را یک «بدعت عاری از هرگونه پشتوانه در قوانین و حکمت شیعی» می‌دانست.[۲۹][۳۰][۳۱]
- قراءات سبع فاقد سند معتبر به پیامبر اسلام است.
- جمیع آیات قرآن کریم در زمان رسول خدا جمع و نگارش شده و جمع قرآن بدست خلفا مخالف قرآن، سنت، عقل و اجماع است.
- هیچ کاهش و افزایشی در قرآن رخ نداده‌است.
- تنها یک آیه از قرآن (آیهٔ نجوی) نسخ شده‌است.[۳۲]
- اختلاف افق، تأثیری در ثبوت هلال ندارد. اگر ماه در هر جای دنیا دیده شود، گرچه در نقاط دیگر ماه قابل رؤیت نباشد، اول ماه یا عید فطر ثابت می‌گردد.

## مرگ
او در روز شنبه، ۸ صفر ۱۴۱۳ ـ ۱۷ مرداد ۱۳۷۱، به علت بیماری قلبی در سن ۹۳ سالگی، در کوفه درگذشت و در مسجد الخضراء صحن حرم علی بن ابیطالب دفن شد. تصاویری از تشییع و خاکسپاری او که بعد از سقوط صدام منتشر شد حاکی از حضور تعداد کمی از نزدیکان و فضای سنگین امنیتی و حضور نظامیان بعث در داخل حرم در حین تشییع است.